# Władysław Korczyc
Władysław Korczyc (Vladislav Korchits), poljski in sovjetski general, * 1893, † 1966, Moskva.
Kot podpornik boljševikov je ostal v Sovejtski zvezi, kjer je končal vojaške  šole, med veliko čistko bil zaprt in mučen, nato pa izpuščen in je sodeloval v sovjetsko-poljski vojni. Sodeloval je pri ustanovitvi prosovjetske poljske Armie Ludowe Od 1. januarja 1944 do upokojitve 1954 je bil (skupaj 10 let) načelnik generalštaba pojske vojske, nato pa se je vrnil v Sovjetsko zvezo in tam tudi umrl.